# Roberto Battaglia
Roberto Battaglia (Milán, 23 de junio de 1909-Milán, 25 de abril de 1965) fue un deportista italiano que compitió en esgrima, especialista en la modalidad de espada.
Participó en los Juegos Olímpicos de Helsinki 1952, obteniendo una medalla de oro en la prueba por equipos. Ganó cinco medallas en el Campeonato Mundial de Esgrima entre los años 1934 y 1951.

## Palmarés internacional
| Juegos Olímpicos   | Juegos Olímpicos          | Juegos Olímpicos  | Juegos Olímpicos   |
| Año                | Lugar                     | Medalla           | Prueba             |
| ------------------ | ------------------------- | ----------------- | ------------------ |
| 1952               | Helsinki (Finlandia)      | Medalla de oro    | Espada por equipos |
| Campeonato Mundial |                           |                   |                    |
| Año                | Lugar                     | Medalla           | Prueba             |
| 1934               | Varsovia (Polonia)        | Medalla de plata  | Espada por equipos |
| 1937               | París (Francia)           | Medalla de oro    | Espada por equipos |
| 1938               | Pieštany (Checoslovaquia) | Medalla de bronce | Espada por equipos |
| 1949               | El Cairo (Egipto)         | Medalla de oro    | Espada por equipos |
| 1951               | Estocolmo (Suecia)        | Medalla de plata  | Espada por equipos |